# I'm a Slave 4 U
"I'm a Slave 4 U" är den första singeln från Britney Spears tredje album, Britney. Den släpptes under det tredje kvartalet 2001.

## Musikvideo
Den medföljande musikvideon till "I'm a Slave 4 U" filmades på en ljudscen i Universal City, Kalifornien, under Labor Day helgen den 1 september– 2, 2001, under ledning av Francis Lawrence. It gjorde världspremiär på MTVs Making the Video den 24 september klockan 17.00. EST, samma dag som låten officiellt slog de amerikanska radiostationerna. Den koreograferades av Wade Robson och Brian Friedman. Spears sa till MTV att temat för låten och videon verkligen stämde överens med vem hon var vid den tiden. Regissören Lawrence ville att videon skulle gå långt bortom de "snygga" dansklubbarna i Los Angeles eller New York. Han ville att det skulle bli globalt: "Jag kom på det här konceptet att ha den här klubben i detta övergivna asiatiska badhus och att den skulle fyllas med unga världsresenärer, den typen av människor som skulle åka till dessa långt exotiska platser att gå till en plats som denna".
I videon använder Spears och hennes backup-dansare samma koreografi och sjunger medan de tittar över en balkong på bilar i fjärran. Spears framställs som en slav till musiken, som dansar hela dagen tills hon och backupdansarna är svettiga och nära uttorkning, vilket tvingar dem att söka efter vatten – Spears ses sedan stå vid en spegel vid handfat. Två alternativa versioner av videoklippet finns på Greatest Hits: My Prerogative DVD som släpptes den 9 november 2004. Musikvideon nominerades i tre kategorier vid 2002 MTV Video Music Awards för Bästa kvinnliga video, Bästa dansvideo, och Bästa koreografi. Videoklippet för "I'm a Slave 4 U" noterades för att ha hämtat inspiration från Janet Jackson, med en recension som säger "Spears huvudsakliga musikaliska och visuella inflytande har inte varit Madonna utan Janet Jackson, särskilt i hennes visuella element. Jackson inflytande kan ses i videon till "I'm a Slave 4 U", och den fortsätter genom "Me Against the Music," "Boys" och "My Prerogative,' såväl som hennes liveframträdanden i allmänhet." I Kanada rankades videon som nummer ett på listan över de "50 sexigaste musikvideorna genom tiderna" publicerad av musikvideokanal MuchMusic 2007. Tio år senare skulle videon jämföras med hennes musikvideo "Till the World Ends". Flera referenser från "I'm a Slave 4 U"-videon gjordes i videon till "Till the World Ends", som dansarna som trängs runt henne och den svettiga dansscenen.

## Sånginformation
"I'm a Slave 4 U" skiljer sig från Britneys tidigare singlar på flera sätt. För det första var den producerad av The Neptunes, och var från början skriven till Janet Jackson. Många anser att denna låt symboliserar Britneys genreförändring som påbörjas nu. Britney kommenterade själv: "It's talking about me just wanting to go out and forget who I am and dance and have a good time. That's kinda where I am now right now. I love working, but at the same time, I love having a good time."

### Listplaceringar
| lista (2001)                         | Peak position |
| ------------------------------------ | ------------- |
| Australien                           | 7             |
| Österrikiska singellistan            | 6             |
| Belgian Singles Chart                | 4             |
| Brazilian Singles Chart              | 1             |
| Canadian Singles Chart               | 8             |
| Danska singellistan                  | 8             |
| Nederländska singellistan            | 9             |
| Finska singellistan                  | 4             |
| Franska singellistan                 | 8             |
| Tyska singellistan                   | 3             |
| Irländska singellistan               | 6             |
| Italienska singellistan              | 4             |
| Mexican Top 100                      | 5             |
| New Zealand Singles Chart            | 13            |
| Norska VG-listan                     | 3             |
| Sverigetopplistan                    | 7             |
| Swiss Singles Chart                  | 7             |
| U.S. Billboard Hot 100               | 27            |
| U.S. Billboard Hot Dance Club Play   | 4             |
| U.S. Billboard Hot R&B/Hip-Hop Songs | 85            |
| UK Singles Chart                     | 4             |

### Certrifikationer
| Land           | Certrifikation | Antal sålda |
| -------------- | -------------- | ----------- |
| Australien     | Guld           | 35 000      |
| Frankrike      | Silver         | 125 000     |
| Norge          | Guld           | 10 000      |
| Sverige        | Guld           | 20 000      |
| Storbritannien | Silver         | 200 000+    |

## Format
| UK CD Single 1. "I'm a Slave 4 U" — 3:23 2. "Intimidated" — 3:17 3. "I'm a Slave 4 U" [Instrumental] — 3:23 UK Promo CD 1. "I'm a Slave 4 U" — 3:23 Europe/Australia CD Single 1. "I'm a Slave 4 U" — 3:23 2. "I'm a Slave 4 U" [Instrumental] — 3:23 3. "Intimidated" — 3:17 4. "Britney... Interview" U.S. Promo CD 1. "I'm a Slave 4 U" — 3:23 2. "I'm a Slave 4 U" [Instrumental] — 3:23 | U.S. 12" Vinyl - Side A: 1. "I'm a Slave 4 U" [Thunderpuss Club Mix] — 8:45 2. "I'm a Slave 4 U" [Thunderpuss Radio Mix] — 3:18 - Side B: 1. "I'm a Slave 4 U" [Miguel Migs Petalpusher Vocal] — 5:30 2. "I'm a Slave 4 U" [The Light Remix] — 8:25 U.S. Promo Remix CD 1. "I'm a Slave 4 U" [Thunderpuss Radio Mix] — 3:18 2. "I'm a Slave 4 U" [Miguel Migs Petalpusher Vocal Edit] — 3:33 3. "I'm a Slave 4 U" — 3:23 4. "I'm a Slave 4 U" [Thunderpuss Club Mix] — 8:45 5. "I'm a Slave 4 U" [Miguel Migs Petalpusher Vocal] — 5:30 |